# Lorenz-görbe
A Lorenz-görbe speciális grafikus ábra a koncentráció ábrázolására és elemzésére, az egyenlőtlenségek vizuális megjelenítésére. A módszert Max Otto Lorenz fejlesztette ki, 1905-ben.
Az egységoldalú négyzetben elhelyezett görbe a kumulált relatív gyakoriságok függvényében ábrázolja a kumulált relatív értékösszegeket.
Ha a vizsgált területegységek között létezik olyan, mely a vizsgált mennyiségi ismérv igen nagy hányadával rendelkezik, a görbe távolabb esik az átlótól.

## A görbe felrajzolása
A térségek sorba rendezése a relatív mutató alapján: a görbe növekvő sorrend esetén az átló alá, csökkenő esetén fölé kerül. Alacsony elemszám esetén törött vonalat kapunk.

## Szélsőséges esetek
Ha a görbe egybeesik a négyzet átlójával: a koncentráció teljes hiánya, ebben az esetben az egységek értékösszegből való részesedése azonos, a kumulált relatív gyakoriságok megegyeznek a kumulált relatív értékösszegekkel.
Ha a görbe egybeesik a négyzet oldalával: szélsőséges koncentráció, a vizsgált területegységek közül az egyik a vizsgált mennyiségi ismérv egészével rendelkezik.

## Felhasználása
Adott jelenségek egyenlőtlenségeinek összehasonlítására, ugyanazon jelenség több időpontban való ábrázolása esetén a koncentráció alakulását követhetjük nyomon.

### Problémája
Adott jelenségek esetén a felrajzolt görbék metszhetik egymást (egy pontban). Ilyen esetben a két eloszlás jellege eltér, nehéz meghatározni, hogy melyik jelenség esetében nagyobb az eltérés.

## Kapcsolata más mutatókkal
- Gini-index: a Lorenz-görbe és a négyzet átlója által bezárt terület és a fél négyzet területének aránya.
- Hoover-index: a Lorenz-görbe és az átló közötti maximális függőleges távolság hossza.